# Rube Waddell
George Edward Waddell (13 de octubre de 1876 – 1 de abril de 1914) fue un pitcher estadounidense zurdo de la Major League Baseball. En sus treinta años de profesión jugó en los Louisville Colonels (1897, 1899), en los Pittsburgh Pirates (1900-01) y en los Chicago Orphans (1901) de la Liga Nacional y en los Philadelphia Athletics (1902-07) y los St. Louis Browns (1908-10) en la Liga Americana. Waddell se ganó pronto el sobrenombre de "Rube" por su aspecto rubicundo. El término hacía referencia a su origen granjero, ya que había nacido en Bradford, Pensilvania. también fue una persona muy rústica pero a lo largo de su vida salvó aproximadamente unas 15 personas